# Soľník
Soľník (in ungherese Szálnok) è un comune della Slovacchia facente parte del distretto di Stropkov, nella regione di Prešov.